# Blackbird (Alter Bridge)
Blackbird is het 2e album van de band Alter Bridge. Het is uitgebracht in Nederland op 5 oktober 2007 door Universal Republic Records.
De cd dankt zijn naam aan het gelijknamige 8e nummer, dat is opgedragen aan Mark Morse.
De cd telt ditmaal 13 nummers. Deze zijn allemaal geschreven door Alter Bridge zelf. 

## Tracklist
1. "Ties That Bind" - 3:19
2. "Come To Life" - 3:51
3. "Brand New Start" - 4:54
4. "Buried Alive" - 4:35
5. "Coming Home" - 4:19
6. "Before Tomorrow Comes" - 4:06
7. "Rise Today" - 4:21
8. "Blackbird" - 7:58
9. "One By One" - 4:20
10. "Watch Over You" - 4:19
11. "Break Me Down" - 3:56
12. "White Knuckles" - 4:24
13. "Wayward One" - 4:47

## Singles
1. "Rise Today"
2. "Ties That Bind"
3. "Watch Over You"
4. "Before Tomorrow Comes"